# Hoogwatum
Hoogwatum is een buurt in de gemeente  Eemsdelta. De buurt ligt iets ten noordoosten van Bierum, direct achter de zeedijk langs de Eems, die aldaar wordt aangeduid als de Bocht van Watum en ter plekke een inham heeft die het Beppegat wordt genoemd en het restant is van een kolk. Ter plaatse staat een boerderij die sinds 1837 dezelfde naam draagt.

## Geschiedenis

### Kerk en voorwerk

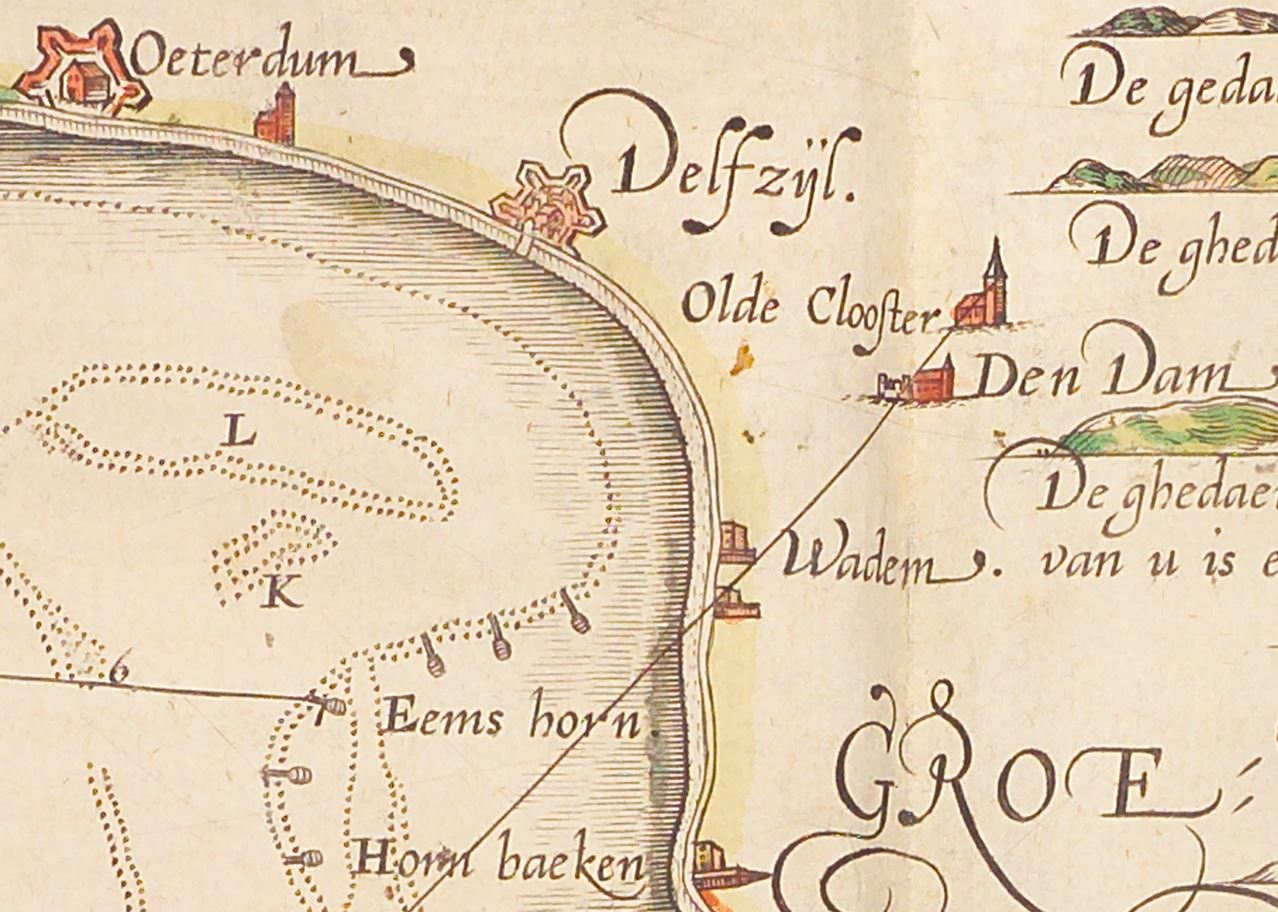
Fragment van de kaart van Haeyen uit 1585 met Watum ('Wadem') en omgeving: Oterdum, Delfzijl, Appingedam (Den Dam) en het Oldeklooster aan bovenzijde en een toren (de juffertoren van Holwierde?) aan onderzijde. Een van beide gebouwen zou de voormalige kapel betreffen.

De naam verwijst naar een vroegere wierde die grotendeels onder de zeedijk is verdwenen (53° 23′ 28″ NB, 6° 53′ 16″ OL). Op die wierde lag een dorp Watum, dat in de Middeleeuwen een eigen parochiekerk had die gewijd was aan Sint Nicolaas. In een parochieregister van rond 1450 wordt de plaats voor het eerst genoemd. Vermoedelijk is de parochie afgesplitst van Holwierde. Ten westen van de wierde lag ter plaatse van de huidige boerderij een voorwerk van de zusters van het klooster Feldwerd, dat mogelijk al in de 13e eeuw gesticht werd en muren die in de gracht stonden en beneden volgens een oude bewoner ongeveer een meter dik waren. De kerk viel onder de proosdij van Farmsum. In 1501 is in het parochieregister sprake van Watum 'nunc Capella' ("nu kapel"), oftewel, vroeger een parochiekerk, die in 1510 bij Holwierde blijkt te behoren. In 1559 is nog steeds sprake van een 'capella', maar dan onder het Oldenklooster, die het vermoedelijk van de proost van Farmsum had overgenomen en in 1505 al de kerk van Bierum had geïncorporeerd. Bij de secularisatie (als gevolg van de reductie) werd het gebied dan ook aan de parochie van Bierum toegevoegd. In 1568 was de kapel al langere tijd niet meer in gebruik en werd gebruikt als stal. De kapel komt nog voor op de kaart van Aelbert Haeyen uit 1585. en was mogelijk ook begin 17e eeuw nog aanwezig. Het voorwerk staat vermoedelijk nog op een kaart uit 1738 als een gebouw van twee verdiepingen.
In 1969 werd de dijk verzwaard en werden menselijke resten gevonden op deze plek door een dragline. Nadat onder de lokale bevolking het verhaal rondging dat er joodse oorlogsslachtoffers zouden zijn begraven en diverse media de plek aandeden, riep de politie de hulp in van het Biologisch-Archeologisch Instituut uit Groningen. Deze legde de restanten van een deel van het kerkhof (met ca. 120 personen) bloot dat bij de kapel hoorde en vond ook een deel van de fundamenten van de kapel zelf terug. De resten werden vervolgens afgedekt voor de dijkverzwaring. Het terrein werd nooit aangewezen tot archeologisch monument.

### Versterkingen
In de Tachtigjarige Oorlog lag er een kleine schans, die in 1589 door Verdugo werd verwoest, maar een jaar later weer werd opgebouwd. In 1665 werd in het kader van de Eerste Münsterse Oorlog weer een schans aangelegd door de Staten van Groningen (o.a. zichtbaar op een kaart van Henricus Teysinga uit 1738) en tijdens de Vierde Engels-Nederlandse Oorlog (begin jaren 1780) werd een batterij geplaatst, die tot 1846 in gebruik bleef en rond 1855 werd geslecht.

### Baken
Watum was vanwege de vele ondieptes in de Eems (berucht was het Borkumrif) lange tijd belangrijk voor de scheepvaart. In 1809 kocht het loodswezen de noordelijke singel van de boerderij op de dijk aan (het eigendom beruste later bij het Ministerie van Marine) om deze dit 'Bosch van Watum' als baken (landmerk) voor de scheepvaart te kunnen gebruiken in een oriëntatielijn met de juffertoren van Holwierde voor schepen op de Oostereems. Met een hoogte van ongeveer 25 tot 30 meter staken deze bomen ver boven de dijk uit, waarvan de kruin destijds op 4,5 meter boven het maaiveld lag. In 1823 werden de bomen na een inspectie aangevuld met betere soorten. In 1836 werd geopperd om in plaats van het bos een baken bij de dijk te maken, maar de uitvoering daarvan zou nog een halve eeuw duren. Met de aanloop naar het Lichtenplan voor de Beneden-Eems in 1883 werd ook weer naar Hoogwatum gekeken. In 1888 werd de vuurtoren van Watum gebouwd. Deze vuurtoren was voorzien van een eigen dienstwoning. Het 'bosch' werd nog tot 1912 onderhouden voor de scheepvaart, waarna het in 1923 door de Dienst Domeinen werd terugverkocht aan de landbouwer van Hoogwatum. Bij de Bevrijding van Delfzijl in 1945 werd de boerderij in brand gestoken door de Duitsers (die ook de eigenaar neerschoten, waarna deze overleed onderweg naar het ziekenhuis) en werden vervolgens de boomsingel deels en de vuurtoren volledig verwoest door Brits geschut. In 1949 werden ter vervanging van de vuurtoren twee drie meter hoge lichtopstanden (Watum Noord van hout en Watum Zuid van baksteen) geplaatst op de dijk. Met het dichtslibben van de Bocht van Watum werden beide lichtopstanden overbodig en in 1979 werden daarop de lichten gedoofd, waarna ze werden verwijderd bij het op deltahoogte brengen van de dijk in de jaren 1980. Het voormalige 'bosch' is nog altijd aanwezig ten noorden van de boerderij en bestaat uit abelen (populieren).

### Waterstaat
Rond 1700 werd een ongeveer 800 meter lange slaperdijk aangelegd vanaf het Beppegat lijnrecht naar het zuiden. Op een kaart van Folckers uit 1727 is te zien dat voor de aanleg van de dijk en het verzwaren van de zeedijk destijds aardhaling werd gepleegd tussen beide dijken, waardoor dit slechte grond werd. In de 20e eeuw werd de slaperdijk geslecht. De vorm is nog in het landschap te herkennen. In 2019 werd in het kader van het project 'dubbele dijk' een nieuwe slaperdijk aangelegd. Het zuidelijke deel van het oude dijktracé werd daarbij hersteld en het noordelijke deel werd naar binnen gelegd langs de boomsingel van Hoogwatum. Het terrein tussen beide dijken is aangewezen als waterberging, waarbij het noordelijke deel is aangewezen als terrein voor zilte teelt en aquacultuur en het zuidelijke deel als nieuwe (zoutwater) natuur en slibbezinklocatie. In de zeedijk wordt in 2023 een getijdenduiker aangelegd om zout zeewater binnen te kunnen laten.

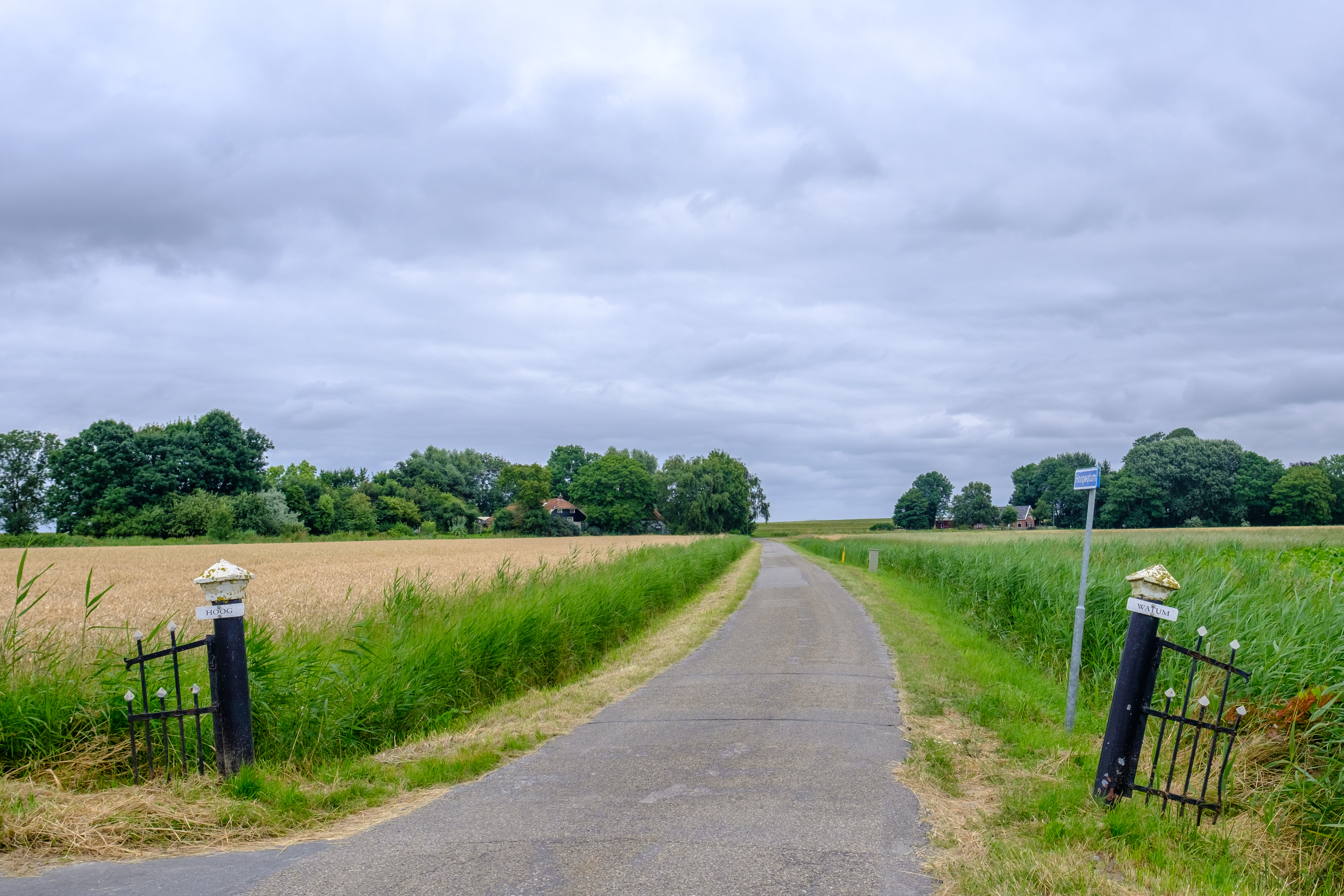
Toegangshek aan de weg naar Hoogwatum vanuit Bierum
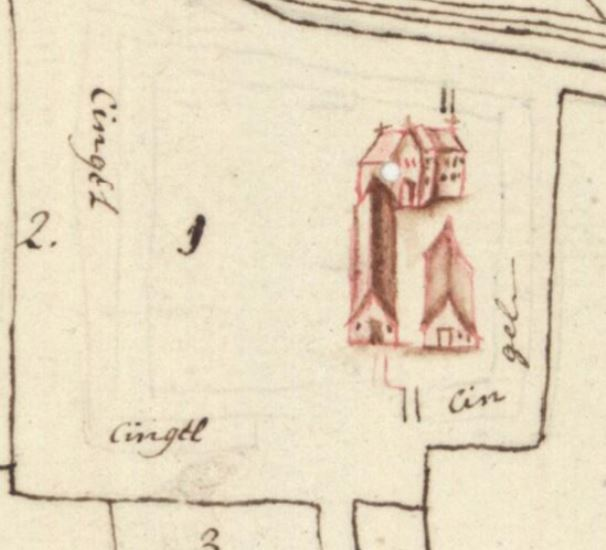
Gebouwen van Hoogwatum rond 1740 (onbekende auteur). Het noorden is rechts. Het vermoedelijke kloostervoorwerk van twee verdiepingen is zichtbaar bovenaan.
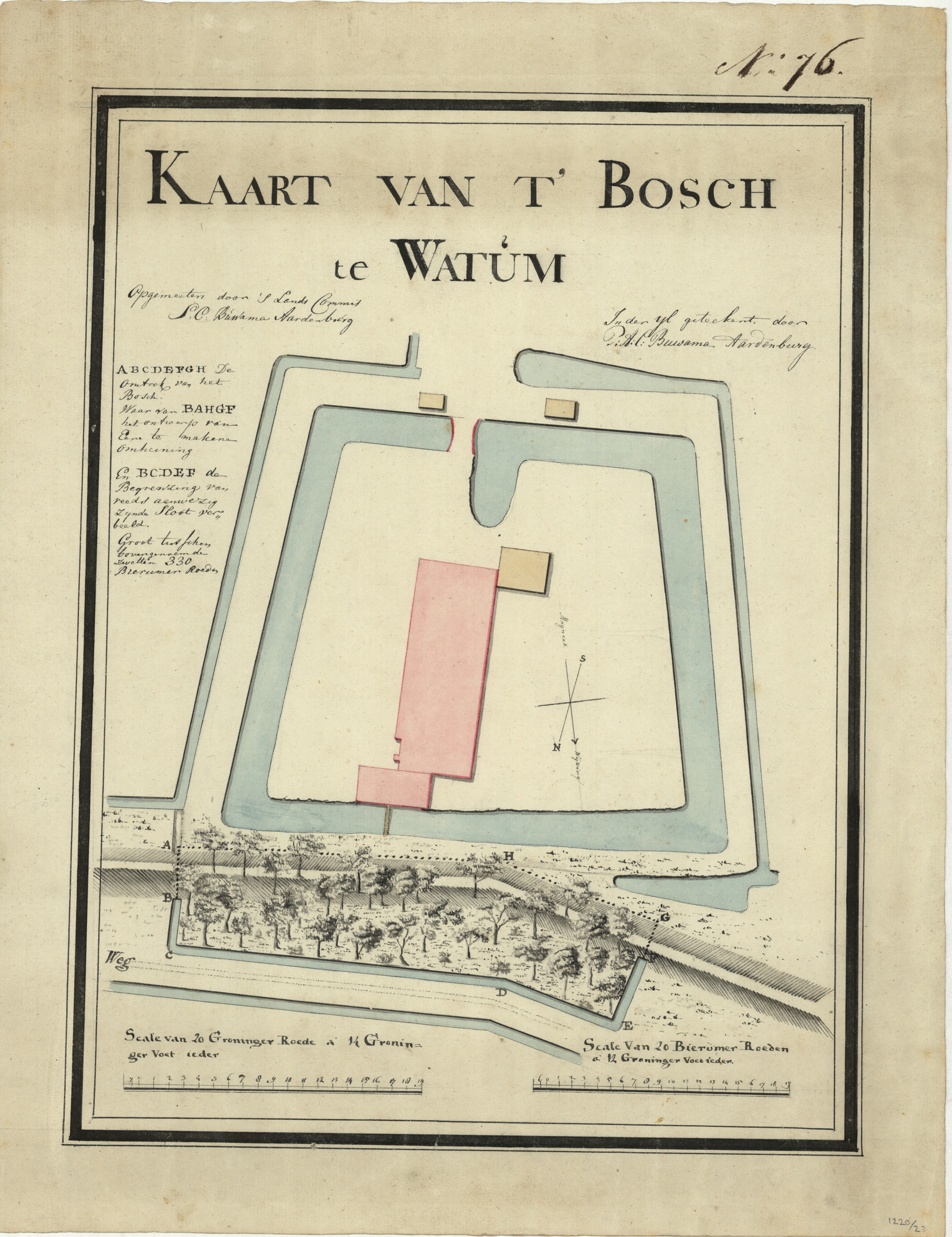
Het 'Bosch te Watum' dat deels op de dijk ten noorden van boerderij Hoogwatum lag. Gemaakt in verband met het plaatsen van de omheining rond het bos (op tekening) in 1809

Groningen: Steden en dorpen      Nederland: Provincies · Gemeenten